# 阮福麗鐘
阮福麗鐘（越南语：／；1821年—？），阮朝英睿皇太子阮福景長孫。
阮福麗鐘是英睿皇太子阮福景長孫，應和公阮福美堂長子。明命五年（1824年），有人告發阮福美堂和生母通姦，隨後阮福美堂被廢，子女附在尊譜之後。兩年後（1826年），阮福麗鐘的叔父太平公阮福美垂去世，沒有留下兒子。以至於英睿皇太子祠無人主祀。明命帝下令讓阮福麗鐘襲爵為應和侯（越南语：／），直接主祀英睿皇太子。明命八年（1827年），因為生父應和公阮福美堂被廢，阮福麗鐘襲爵應和侯不妥，改為太平侯（越南语：／）。明命二十年（1839年），又因為阮福麗鐘不是太平公阮福美垂親子，不當襲爵太平侯，又改封為感化侯（越南语：／），以太平公嗣子身份主祀英睿皇太子。
嗣德元年（1848年），東閣大學士武春謹上疏請求推恩英睿皇太子後裔。武春謹認為，英睿皇太子“功如彪炳”，如今只有一個孫子在世，封爵卻只是侯爵，和福隆公阮福昇之子福隆侯尊室永爵位相同，不能彰顯承天高皇后和英睿皇太子的功德，應該再加封英睿皇太子後裔，使得該房待遇高於普通藩系待遇方可。嗣德帝認同武春謹的建議，但表示要等到服闋後再議。
嗣德二年（1849年），阮福美堂去世。同時，順化京城出現疫情，嗣德帝下詔尋求解決之道。趁這個機會，謝光巨等三十名大臣聯名請求重議對英睿皇太子後裔的處罰。嗣德帝認為阮福美堂的罪不能和阮主時代諸位謀逆皇子相提並論，處罰措施自然也不能和他們相同。下令將阮福美堂的子女重新列入尊譜，並發給尊俸。同時，加封阮福麗鐘為感化郡公（越南语：／）。
嗣德十八年（1865年），阮福麗鐘因吸食鴉片，降為感化亭侯。

## 子女
阮福麗鐘有6子2女。
- 長子阮福英洳
- 次子阮福英泳
- 三子阮福英泤
- 四子阮福英濡，襲封感化鄉公
  - 孫阮福強㭽，襲封畿外侯，後逃往國外，為越南獨立而奔走
- 五子阮福英泠
- 六子阮福英沂，恩封助國卿
- 女，嫁清化省率隊阮科祐為繼室[3]